# Alexandre Deulofeu i Torres
Alexandre Deulofeu i Torres (l'Armentera, Alt Empordà, 1903 - Figueres, Alt Empordà, 1978) va ser un polític i filòsof de la història català. Va escriure sobre el que ell va anomenar matemàtica de la història, una teoria cíclica sobre l'evolució de les civilitzacions.

## Biografia
Alexandre Deulofeu va néixer a l'Armentera el 20 de setembre de 1903, on el seu pare feia d'apotecari. Quan tenia tres anys la família anà a viure a Sant Pere Pescador i, al cap de nou anys, es traslladà a Figueres (Alt Empordà). Va estudiar el batxillerat a l'IES Ramon Muntaner de Figueres i a Barcelona, i va fer les carreres de farmàcia i ciències químiques a Madrid, tot i que aquesta darrera va acabar-la a Barcelona.
En tornar a Figueres guanyà les oposicions de catedràtic d'ensenyament secundari i feu de professor a l'institut figuerenc. Inicià llavors una etapa d'intensa activitat política, de primer com a dirigent de la Joventut Nacionalista Republicana de l'Empordà i després com a regidor per Esquerra Republicana de Catalunya. Fou alcalde accidental de Figueres durant la Guerra Civil, i com a tal va poder evitar alguns enfrontaments, saqueigs i persecucions a la ciutat.
Fou mobilitzat al front com a sanitari. Va exiliar-se el 5 de febrer del 1939, amb la retirada republicana a França. A l'exili va exercir diversos oficis: mestre (de diverses matèries), músic violinista i saxofonista (en diferents grups de música d'esbarjo i clàssica), pagès experimental (creador de plantacions sense terra amb solucions líquides de la seva invenció), obrer de fàbrica, paleta, escriptor, poeta, etc. Feu amistat amb Francesc Pujols, Salvador Dalí i el fotògraf Joaquim Fort de Ribot, amb qui investigà el romànic empordanès i de la Catalunya Nord per, posteriorment, publicar les obres L'Empordà, el bressol de l'art romànic o L'Empordà - Rosselló, bressol de l'escultura romànica. Tornà de l'exili el 22 de gener de 1947 i es dedicà a la farmàcia, a seguir les seves investigacions i a escriure.
El 1961 Alexandre Deulofeu va publicar una amplíssima obra acadèmica titulada «L'Empordà, bressol de l'art romànic», en què defensava, després de passar-se anys recorrent les esglésies de mitja Europa, que l'origen del romànic calia situar-lo a l'Empordà i al Rosselló, on es troben les capelles i esglésies romàniques (no preromàniques) més antigues, datades d'abans de l'any 1000, cosa que no passa en altres països. Prova d'això en serien la de Sant Pere de Rodes, Sant Quirze de Colera, Sant Genís de Fontanes, Sant Andreu de Sureda i Sant Martí de Fenollar, tot i que hi ha desenes de capelles escampades i abandonades per la regió que també donarien suport a questa teoria. Diversos erudits al llarg del segle XX han donat per bona la teoria de Deulofeu, tot i que la historiografia oficial de l'art encara no l'accepta.
Morí a Figueres el 27 de desembre de 1978, deixant inacabada la versió ampliada de la seva obra magna titulada La matemàtica de la història.

## Pensament
Alexandre Deulofeu afirmà que les civilitzacions i els imperis passen per uns cicles equivalents als cicles naturals dels éssers vius. Cada civilització pot arribar a viure tres cicles de 1.700 anys cadascun. Compresos a dins de les civilitzacions, els imperis tenen una durada mitjana de 550 anys. Afirmà que mitjançant el coneixement dels cicles es poden evitar les guerres, considerades innecessàries, fent que els processos esdevinguin pacífics en lloc de violents. També afirmà que la humanitat podrà ser capaç de conèixer-los, d'alterar els mateixos cicles, i que el món ha de tendir a organitzar-se sota la forma d'una confederació universal de pobles lliures. En aquest sentit, proposa l'adopció d'una llengua auxiliar internacional, com l'esperanto, en què es faran les deliberacions del parlament mundial.
L'enunciat de la llei matemàtica que, segons ell, determina l'evolució dels pobles es resumeix en els punts següents (capítol III de La matemàtica de la història en català, edició de 1967):
1. Tots els pobles passen per èpoques de gran fraccionament demogràfic, alternades amb unes altres èpoques de gran unificació o èpoques imperialistes.
2. Les èpoques de gran fraccionament tenen una durada de sis segles i mig. Les èpoques de gran unificació tenen una durada de deu segles i mig. El cicle evolutiu comprèn, doncs, disset segles.
3. Durant aquest procés evolutiu els pobles passen per fases perfectament establertes per a arribar, al final del cicle, a ocupar la mateixa posició que al seu començament.
4. El cicle evolutiu comprèn tots els ordres de l'activitat humana, és a dir, que hem de considerar, a més d'un cicle polític, un cicle social, artístic, filosòfic, científic...
5. Tots els pobles segueixen la mateixa evolució, però aquesta queda avançada o endarrerida segons la posició geogràfica de cada país.
6. La força creadora no és la mateixa per a tots els pobles. Per a cada cicle existeix una zona de màxima intensitat creadora, i aquesta zona es va desplaçant d'un cicle al següent en el mateix sentit del procés general. Aquest avança a Europa, de l'Orient cap a l'Occident mediterrani i passa després de la península Ibèrica a la Gàl·lia, segueix a les Illes Britàniques, continua a través dels pobles germànics i arriba finalment als pobles nòrdics i eslaus.
7. Els nuclis imperialistes que donen lloc a les èpoques de gran unificació política segueixen processos biològics perfectes, idèntics entre si i amb una longevitat que dura de cinc a sis segles.
8. La transformació dels règims politicosocials no segueix cap línia constant ascendent o descendent, sinó que fa avenços i retrocessos alternativament, els uns més intensos que els altres, cosa que dona com a resultat una línia trencada. La resultant d'aquesta línia equival a un avenç en un sentit determinat. Se'n diu "llei de les dues passes endavant i una enrere".

El seu pensament té relació amb les idees d'Oswald Spengler i d'Arnold Joseph Toynbee, que també van enunciar teories sobre el caràcter cíclic de les civilitzacions, però sense arribar a la mesura matemàtica més precisa que exposa Deulofeu.
Durant el seu exili i també després, Deulofeu va recórrer temples i monuments d'uns quants països on, entre altres conclusions, va deduir haver trobat l'origen de l'art romànic durant el segle ix entre l'Empordà i el Rosselló, que era l'origen del segon cicle de la civilització europea occidental, després del primer cicle.

## Obra
- Catalunya i l'Europa futura, Barcelona, Llibreria Catalònia, 1934 (pròleg d'Antoni Rovira i Virgili. Edició facsímil de 1978).
- Catalunya 1932-1934, Barcelona, Llibreria Catalònia, 1935.
- Química estructural, primera part, Figueres, Edicions de l'Escola del Treball, 1937.
- L'evolució social, Figueres, Edicions de l'Escola del Treball, 1937 (existeix un segon volum inèdit).
- La energía atómica al servicio de la química (L'energia atòmica al servei de la química), i La energía atómica y la energía iónica (L'energia atòmica i l'energia iònica), edicions ciclostilades per a Breviata Médica (servei d'informació mèdic dels laboratoris Leti i Uquita), Barcelona, 1949.
- La Matemática de la Historia (La Matemàtica de la Història), Barcelona, Aymà ed., 1951.
- La energía atómica al servicio de la química (L'energia atòmica al servei de la química), Barcelona, Editorial Emporitana, 1952.
- Europa al desnudo (Europa despullada), Barcelona, Editorial Emporitana, 1954.
- Nacimiento, grandeza y muerte de las civilizaciones (Naixement, grandesa i mort de les civilitzacions), Barcelona, Casa del Libro, 1956 (volum I en castellà de La matemàtica de la història).
- La matemàtica de la història en la cultura occidental, "Els Autors de l'Ocell de Paper", Barcelona, Editex, 1957.
- Los grandes errores de la Historia. Del servilismo a la democracia (Les grans errades de la Història. Del servilisme a la democràcia), Barcelona, Aymà ed., 1958 (volum II en castellà de La matemàtica de la història).
- L'Empordà, bressol de l'art romànic, Barcelona, Gràfiques Diamant, 1961.
- El Ampurdán, cuna del arte románico (L'Empordà, bressol de l'art romànic), Barcelona, Gràfiques Diamant, 1962.
- Catalunya, origen de la pintura medieval, Barcelona, ed. Selecta, 1963.
- Cataluña, origen de la pintura medieval (Catalunya, origen de la pintura medieval), Barcelona, ed. Selecta, 1963.
- La Matemàtica de la Història, Figueres, Editorial Emporitana, 1967.
- Pròleg, dins el llibre de Carles Fages de Climent Vilasacra, capital del món, Figueres, ed. Pérgamo, Primera Edició 1967, Segona Edició 1977, Tercera Edició 1993.
- L'Empordà-Rosselló, bressol de l'escultura romànica, Figueres, Editorial Emporitana, 1968 (fotografies de Joaquim Fort de Ribot).
- Les cultures europees. De la primera onada històrica de gran fragmentació demogràfica, Figueres, Editorial Emporitana, 1969 (volum III en català de La Matemàtica de la història).
- La pau al món per la Matemàtica de la Història, Barcelona, ed. Pòrtic, 1970.
- Naixença, grandesa i mort de les civilitzacions, Figueres, Editorial Emporitana, 1970 (volum I en català de La matemàtica de la història).
- El monestir de Sant Pere de Roda. Importància, història i art, Figueres, Editorial Emporitana, 1970.
- Els grans errors de la Història, Figueres, Editorial Emporitana, 1971 (volum II en català de La matemàtica de la història).
- Lluita d'imperis, primera part (persa, macedoni, cartaginès, romà, romà d'Orient), Figueres, Editorial Emporitana, 1972 (volum IV en català de La matemàtica de la història).
- L'Empordà, bressol de l'art romànic, Figueres, Editorial Emporitana, 1972.
- La paz mundial por la Matemática de la Historia (La pau mundial per la Matemàtica de la Història), Barcelona, ed. Pòrtic Hispànic, 1973.
- Lluita d'imperis, segona part (teutònic, anglosaxó, polonès, danès, noruec, víking, lituà, suec, moscovita), Figueres, Editorial Emporitana, 1973 (volum V en català de La matemàtica de la història).
- El segon cicle europeu. El procés polític i social, Figueres, Editorial Emporitana, 1974 (volum VI, en català, La matemàtica de la història).
- Memòries de la revolució, de la guerra i de l'exili, Figueres, Editorial Emporitana, 1975, dos volums.
- Paraules preliminars, dins el llibre de Sebastià Delclòs, Guia del romànic de l'Alt Empordà, Figueres, Centre Excursionista Empordanès, 1975.
- Catalunya, mare de la cultura europea, Figueres, Editorial Emporitana, 1977 (volum VII en català de La matemàtica de la història).
- La segona onada imperial a Europa, Figueres, Editorial Emporitana, 1977 (volum VIII en català de La matemàtica de la història).
- Nacimiento, grandeza y muerte de las civilizaciones (Naixement, grandesa i mort de les civilitzacions), Buenos Aires, ed. Plus Ultra, 1978 (versió especial per a Sud-amèrica, pròleg d'Abelardo F. Gabancho).
- Les cultures irano-sumèria-caldea, hitita i egípcia. Figueres, realització: Amics de l'Albera i Cap de Creus, Centre Excursionista Empordanès, edició pòstuma 2005 (volum IX en català de La matemàtica de la història).
- Història de l'art universal. Figueres, realització: Amics de l'Albera i Cap de Creus, Centre Excursionista Empordanès, edició pòstuma, octubre 2008.
- Articles i altres escrits. Els darrers mots. Figueres, realització: Amics de l'Albera i Cap de Creus (APNACC) i Centre Excursionista Empordanès (CEE), concepció i seguiment: Juli Gutiérrez Deulofeu, edició pòstuma, juny 2012.